# Școala Superioară de Studii Asia-Pacific
Școala Superioară de Studii Asia-Pacific a Universității Waseda (早稲田大学大学院アジア太平洋研究科 Waseda Daigaku Daigakuin Ajia Taiheiyō Kenkyūka?)(engleză Graduate School of Asia-Pacific Studies of Waseda University), sau GSAPS, este o școală de studii superioare independentă în domeniul științelor sociale și al relațiilor internaționale din Tokio, Japonia. Înființată în aprilie 1998, școala cuprinde studenți, profesori și absolvenți din peste 50 de țări, fiind unul dintre cele mai performante programe postuniversitare internaționale al Universității Waseda. GSAPS găzduiește Institutul Global pentru Integrare Regională în Asia (GIARI), un program de cercetare susținut de Ministerul Educației, Culturii, Sportului, Științei și Tehnologiei din Japonia.

## Locație
Clădirea GSAPS este situată în campusul principal al Universității Waseda, Nishi-Waseda, din sectorul Shinjuku, Tokio, Japonia.

## Instituții partenere
Câteva dintre instituțiile partenere cu care GSAPS desfășoara în mod regulat activități de predare și cercetare sunt: London School of Economics and Political Science, Institutul Superior de Studii Internaționale și pentru Dezvoltare (Graduate Institute of International and Development Studies), Universitatea Naționala din Singapore, Seoul National University și Universitatea Chulalongkorn. De asemenea, prin intermediul programului de mobilitate internațională Erasmus Mundus al Comisiei Europene, GSAPS administrează un program comun de doctorat în Globalizare, Uniunea Europeana și multilateralism, în parteneriat cu Universete Libre de Bruxelles din Belgia, Warwick University din Marea Britanie, Libera Universita Internazionale degli Studi Sociali din Italia, Universite de Geneve din Elveția, și Fudan University din China.
GSAPS este un membru afiliat al Asociației de Scoli Profesionale de Afaceri Internaționale (engleza Association of Professional Schools of International Affairs - APISA), o rețea prestigioasă de școli de relații internaționale și politici publice din întreaga lume.

## Învățământ și cercetare
Principalele arii de predare și domenii de cercetare din GSAPS sunt Studii regionale în Asia de est și sud-est, Relații internaționale, precum și Cooperare internațională și politici publice. Seminariile de cercetare și cursurile sunt organizate în funcție de aceste trei teme menționate mai sus.  Școala funcționează dupa un calendar trimestrial, cu cursuri in limbile engleză și japoneză din mai până în iulie (sesiunea de primăvară), august (sesiunea de vara), septembrie - ianuarie (sesiunea de toamna) și februarie (sesiunea de iarnă). 

## Profilul studenților
La 1 mai 2011, GSAPS numara un total de 427 studenți, dintre care 283 masteranzi și 144 doctoranzi. 69,6% din studenții masteranzi sunt străini, și numai 30,4% sunt studenți japonezi. Asociația Studenților din GSAPS (GSA - GSAPS Student Association), organizația oficială a studenților facultății, organizează în mod frecvent evenimente sociale, academice precum și târguri de joburi.

## Membrii corpului profesoral
- Satoshi Amako (Profesor Doctor în Sociologie, Hitotsubashi University)
- Nobuhiko Fuwa (Doctor în Resurse economice și agriculturale, University of California-Berkeley)
- Kenichi Goto (Doctor, Keio University)
- Sachiko Hirakawa (Doctor în Relații internaționale, Waseda University)
- Akiko Kamogawa (Doctor în Educație, Waseda University)
- Yasushi Katsuma (Doctor în Studii de dezvoltare, University of Wisconsin-Madison)
- Yukio Kawamura (Master în Drept, University of Miami)
- Toshiharu Kitamura (Master în Filozofie, Oxford University)
- Hideo Kobayashi (Profesor Doctor în Stiințe Sociale, Tokyo Metropolitan University)
- Kazuo Kuroda (Doctor în Sociologia Educației, Cornell University)
- Hua Sing Lim (Doctor, University of London)
- Gracia Liu-Farrer (Doctor în Sociologie, University of Chicago)
- Shunji Matsuoka (Doctor, Hiroshima University)
- Hitoshi Mitomo (Profesor, Doctor în Studii de planificare urbana și regionala, University of Tsukuba)
- Eiji Murashima
- Toshio Obi (Doctor în Telecomunicații și Informație Globala, Waseda University)
- Glenda Roberts (Doctor în Antropologie, Cornell University)
- Hatsue Shinohara (Doctor în Istorie, University of Chicago)
- Masaya Shiraishi (Doctor în Sociologie, University of Tokyo)
- Chikako Ueki (Doctor în Stiințe Politice, MIT)
- Shujiro Urata (Doctor în Economie, Stanford University)
- Michio Yamaoka (Doctor în Stiințe Sociale și Relații Internaționale, Waseda University)